# Nicolas Remy
Nicolas Remy alias Rémy a Remigius - (1530-1612, podle některých zdrojů 1616) byl francouzský soudce, který proslul jako inkvizitor a lovec čarodějnic srovnatelný s Jeannem Bodinem a de Lancrem.
Od dětství jej provázely zázraky (bez úrazu dopadl na zem z pětimetrové výšky, předpovídal počasí...). V rodném Lotrinsku vystudoval teologii a práva, mluvil latinsky, řecky, anglicky a německy. Po studiu práv na univerzitě v Toulouse Remy praktikoval se souhlasem církve v Paříži 1563 - 1570. Roku 1575 byl jmenován tajemníkem vévody Karla III. Lorraine. Byl katolíkem, ale sám knězem nebyl. Jednou či dvakrát ženatý. Na začátku jeho kariéry soudce byl jeden z jeho oblíbených synů údajně zabit v pouliční bitce po prokletí od staré žebračky, které odmítl dát almužnu. Tento incident v roce 1582 odstartoval jeho pozdější kariéru inkvizitora. Byl to mimořádně vzdělaný člověk, který naprosto věřil v to, co dělá. V roce 1592 odešel do důchodu a přestěhoval se, aby unikl moru.
Pohřbena byla údajně jen prázdná rakev, neboť se prokázalo i jeho spojení s ďáblem – což potvrdilo i v roce 1912 objevené písemné svědectví italského mnicha a žáka Nicolase Remyho, Francesca Maria Guazza (svému učiteli dal před smrtí rozřešení a připravil jeho tělo do rakve). Jeho dopis je uložen ve vatikánském archivu.
Remy je autorem množství básní a několika knih o historii, ale známý je hlavně jako autor spisu Compendium Maleficarum (zveřejněné v Lyonu v roce 1595), ve kterém uvádí nejen všechny způsoby zjevování ďábla, ale slovem do všech detailů vyobrazil i jeho přirození - to bylo na konci rozštěpené do tvaru dvou hadů, takže rohatý prý mohl smilnit současně se dvěma ženami. Nicolas Remy rovněž popsal obrácený kříž, jenž měl ďábel vytetovaný na dolní části zad a dále vylíčil řetěz mateřských znamének na zádech připomínající prý podobu jeho obličeje. A v neposlední řadě v této knize detailně uvádí vzory smluvních textů mezi zplnomocněncem pekla Asmodeem a jeho čaroději.
Kniha byla několikrát přeložena do němčiny a nakonec nahradila Malleus Maleficarum jako nejuznávanější příručku pro lovce čarodějnic v některých částech Evropy.
Remy je zodpovědný za smrt více než devíti set osob v čarodějnických procesech mezi lety 1582 a 1592.[zdroj?]
V roce 1988 byl Nicholas Remy zobrazen jako vlkodlak, který byl naživu od dob inkvizice, v televizním seriálu Vlkodlak.